# Hungernde Millionäre
Hungernde Millionäre ist ein deutsches Stummfilmdrama aus dem Jahre 1919 von William Wauer mit Ludwig Hartau in der Hauptrolle.

## Handlung
Firmenchef Mr. Grant hat alles, was man sich wünschen kann: Der Fabrikant ist vermögend, ein Millionär, verheiratet und hat überdies mit Gwendolyne eine Tochter. Sorgen, die viele Menschen in der Frühzeit nach Ende des Ersten Weltkriegs kennen, hat er nicht. Doch nun rumort es in seinem Betrieb, und der Industrielle muss sich mit (berechtigten) Forderungen der hungernden Arbeiterschaft herumschlagen. Bald liegt allgemeines Unmutsgeschrei in der Luft, und Grant und seine Familie fliehen mitsamt der Firmenleitung entnervt auf das Stammschloss in den Bergen. Hier will Grant die aufkeimenden Unruhen in Ruhe abwarten und aussitzen. Grant ist sich sicher, dass à la longue die Macht des Kapital über die Forderungen der Arbeiterschaft obsiegen wird. Doch die Natur macht dem Millionär einen Strich durch die Rechnung: Regengüsse und Stürme haben das Gebirgsgestein in der Umgebung aufgelockert, so dass es zu einem schweren Erdrutsch kommt. 
Nun sind Grant mit Frau und Tochter und alle anderen Schlossresidenten von der Außenwelt abgeschnitten. Rettung scheint nicht in Sicht. Bald beginnen die Reichen zu lernen, was Hunger bedeutet, und die Urinstinkte in der Bestie Mensch werden wachgerufen. Rettung verheißt ausgerechnet ein Ingenieur, der sich einst wegen seiner bahnbrechenden Erfindung, einem Spezialmotor, mit dem Fabrikdirektor überworfen hatte. Der nämlich wollte damit ausschließlich Profit machen, während der Erfinder den Gewinn der Arbeiterschaft zukommen lassen wollte. Es ist ausgerechnet dieser Kleinmotor, mit dem er den Eingeschlossenen zu Hilfe kommen kann, indem er das Teil in ein Flugzeug einbaut und den Ort des Schreckens ansteuert. Hier spielen sich bereits grausame Szenen ab, die allen zivilisatorischen Normen Hohn sprechen. Die ausgemergelten Fratzen der hungernden Millionäre starren entgeistert ihren Retter an, und Grant begreift endlich, was es heißt, zu teilen und andere Menschen am eigenen Wohlstand zu beteiligen.

## Produktionsnotizen
Hungernde Millionäre entstand von Mai bis Anfang Juni 1919 und wurde am 22. Oktober 1919 im U.T. am Leipziger Platz in Berlin erstmals gezeigt. Erst im Dezember desselben Jahres passierte der Film die Zensur. Ursprünglich 2225 Meter, verteilt auf fünf Akte, lang, wurde die Filmlänge nach der Zensurprüfung auf 1923 Meter, verteilt auf sechs Akte, heruntergekürzt. 
Edmund Heuberger gestaltete die Filmbauten.
Eine Besprechung von 'A. L.' erschien unter der Überschrift "Der gefilmte Hunger" im Düsseldorfer Kinematograph No. 647 vom Mai 1919 auf S. 7.